# Rhomphaea sinica
Rhomphaea sinica är en spindelart som först beskrevs av Zhu och Song 1991.  Rhomphaea sinica ingår i släktet Rhomphaea och familjen klotspindlar. Inga underarter finns listade i Catalogue of Life.